# Smells Like Children
Smells Like Children е албум на Мерилин Менсън издаден през 1995 година. Въпреки че първоначално е бил замислен като EP с няколко ремикса, но с помощта на Дейв Огилви от Skinny Puppy и кийбордистът на Nine Inch Nails Чарли Клоузър, добавяйки и новия материал, записан от групата, се създава албум с разнообразен и интересен звук. Продуцент отново е Трент Резнър.

## Песни
1. The Hands of Small Children – 1:34
2. Diary of a Dope Fiend – 5:55
3. Shitty Chicken Gang Bang – 1:19
4. Kiddie Grinder (Remix) – 4:23
5. Sympathy for the Parents – 1:00
6. Sweet Dreams (Are Made of This) – 4:53
7. Everlasting Cocksucker (Remix) – 5:13
8. Fuck Frankie – 1:48
9. I Put a Spell on You – 3:36
10. May Cause Discoloration of the Urine or Feces – 3:59
11. Scabs, Guns and Peanut Butter – 1:01
12. Dance of the Dope Hats (Remix) – 4:39
13. White Trash (Remixed By Tony F. Wiggins) – 2:47
14. Dancing with the One-Legged... – 0:46
15. Rock 'n' Roll Nigger – 3:31
16. (Untitled) – 8:19